# Акасіантроп
Ака́сіантроп (лат. Niponathropus Akashiensis; яп. 明石原人, あかしげんじん, акасі ґендзін, «викопна людина з Акасі») — гіпотетична людина виду Homo erectus, що проживала на території сучасного Японського архіпелагу. Відома також як ніпонантроп.

## Короткі відомості
18 квітня 1931 року на узбережжі району Окубо-Нісіхатімоку міста Акасі префектури Хьоґо японський археолог Наора Нобуо раптово знайшов уламок лівої частини тазової кістки. Після дослідження знахідки, вчений прийшов до висновку, що вона належить викопній людині. Під час Другої світової війни оригінал кістки було втрачено через бомбардування, проте збереглася її гіпсова копія. 
У 1948 році японський антрополог Хасебе Котондо дослідив цю копію і постановив, що це кістка людини виду Homo erectus. Він назвав цю людину Niponathropus Akashiensis, за місцем знахідки. Висновок Хасебе сколихнув науковий світ Японії, оскільки до того часу археологи знаходили на Японському архіпелазі лише рештки Homo sapiens. Позаяк рівень закостенілості кістки не був відомий, а дані стратиграфії були відсутні, Хасебе критикували за спекуляції із датуванням. 
У 1982 році гіпсову копію кістки асахіантропа було обстежено комісією вчених за допомоги комп'ютерних технологій. Результати перевірки спростували давнішність акасіантропа. Її результати показали. що власник кістки скоріше належав до виду Homo sapiens.
У 1990-х роках висувалися припущення, що кістки знайдені на узбережжі міста Акасі, належать не людині, а тварині, найімовірніше, мавпі.